# Hardcore Street
Hardcore Street fue un grupo de rap del barrio del ACTUR de la vieja escuela de Zaragoza, nacido en el año 1992 y que se mantuvo hasta 1998 cuando dejaron de hacer temas.
Sus componentes fueron Daniel (Rapid), Daniel Valiente (Hardi) y Nacho Canales (Nacho C).

## Biografía
Hardcore Street nació en el año 1992 formado por Rapid y, año en el que sacaron su primera maqueta, “Psicópata”, compuesta por cinco tracks. Sería al año siguiente cuando sacaron su segunda maqueta, “Retorno A Nuestro Edén”, con otros cinco temas, dos de ellos de la anterior maqueta.
El grupo empezó a ser conocido en el ámbito underground de Zaragoza, y sacó su tercera maqueta, “Ataque Desde La Nueva Era”, con diez tracks, entre los que destaca la colaboración de Nacho C, que se uniría al grupo inmediatamente después.
Con el grupo ya totalmente formado, sacan en 1995 otra maqueta, “El Camino A Seguir”, con colaboraciones de conocidos artistas del rap maño de la época, como Kase O, Presión o Allen Beller.
Su última maqueta llegó al año siguiente (con el grupo bajo el nombre de “Hardcore Stress”), y se llamó “La Calle Del Hardcore”, en la que colaborarían Lírico y Presión entre otros.
Tras un par de años de conciertos el grupo se separó definitivamente en 1998.
Después de doce años tras su disolución, en 2010 regresa el mítico grupo maño Hardcore Street, cuyo único componente que queda es Rapid, junto a Dj Keal para ofrecernos una nueva referencia junto a General D llamado "Tiempo para Reflexionar".
En el 2011 Rapid Hardcore Street grabó una serie de temas inéditos de Hardcore Street.

## Discografía
- Psicópata" (1992)
- Retorno A Nuestro Edén (1993)
- Ataque Desde La Nueva Escuela (1994)
- El Camino A Seguir" (1995)
- La Calle Del Hardcore (1996)